# Heuwiese
Heuwiese es una isla deshabitada del mar Báltico que pertenece a Alemania y que se encuentra a unos dos kilómetros al sur de Ummanz y al oeste de la isla más grande de ese país, Rügen.
Tiene un máximo de longitud de 900 metros (de noroeste a sureste) y una superficie que alcanza las 40 hectáreas. La isla, que alcanza 1 metro de altura, es una reserva de aves que se encuentra dentro del área del parque nacional Laguna de Pomerania Occidental.